# Kleiner Schwarzer See
Der Kleine Schwarze See liegt im Südwesten der Gemeinde Katzow im Landkreis Vorpommern-Greifswald in Mecklenburg-Vorpommern. Er ist 160 Meter lang und bis zu 60 Meter breit.
Er ist der nordöstlichste einer Gruppe aus drei kleineren Seen, zu der der Schlosssee bei Wrangelsburg und der Große Schwarze See gehören. Die drei Seen liegen in einer zwischen 27 und 35 Meter hohen Ebene innerhalb eines Randmoränenzuges und sind Reste eines eiszeitlichen Staubeckens.
Die Fläche des Kleinen Schwarzen Sees beträgt etwa 0,68 Hektar. Um 1905 wurde sie mit 1,54 Hektar angegeben und auf die Verlandung des Gewässers hingewiesen.
Nördlich des Sees befindet sich eine slawische Wallburg, die als etwa 3 Hektar große Doppelburg mit Vor- und Hauptburg angelegt wurde.